# Stroboskopický jev

Příklad stroboskopického jevu

Stroboskopický jev patří mezi optické klamy.
Ke stroboskopickému jevu může dojít všude tam, kde je spojitý periodický pohyb reprezentován diskrétními (nespojitými) vzorky. Lze jej tedy pozorovat za situace, kdy je pohled na jistý děj zprostředkován prostřednictvím konečného a vhodného počtu vzorků tak, že se frekvence pozorovaného periodického pohybu přiblíží frekvenci zprostředkujícího vzorkování nebo jejímu celočíselnému násobku.
Jednou z jeho manifestací je tzv. wagon-wheel effect (efekt paprskového kola) čili zdánlivá rotace paprskových kol vozů neodpovídající jejich skutečnému pohybu při sledování filmu. (Jednoduše řečeno: kola se nepochopitelně zastaví, či se otáčejí proti směru jízdy.)
Jev je způsobován fyziologickými vlastnostmi lidského zraku, zejména setrvačností lidského oka,
tatáž vlastnost oka lidem umožňuje spojité vnímání filmového a televizního obrazu, který je ve
skutečnosti vytvářen nespojitě (24, resp. 25 navzájem různých obrázků za sekundu).

## Vysvětlení
Předpokládejme, že máme k dispozici zdroj přerušovaného světla, tzv. stroboskop s nastavitelnou frekvencí vyzařování jednotlivých záblesků. Dále předpokládejme, že v jeho světle pozorujeme předmět rotující šedesáti otáčkami za sekundu. Pakliže zdroj světla nastavíme právě na šedesát záblesků za sekundu, každý záblesk osvětlí rotující předmět v téže fázi jeho pohybu a nám se bude jevit nehybným. Pro názorné zjednodušení předpokládejme, že pozorujeme kotouč s vyznačeným poloměrem a každý záblesk tuto čáru osvětlí v „horní“ pozici.
Pakliže snížíme frekvenci záblesků na 59 za sekundu, každý záblesk osvětlí pozorovaný předmět o něco později, kotouč mezi tím urazí delší dráhu a vyznačená čára proto počne zdánlivě rotovat v kladném smyslu otáčení.
Zvýšíme-li naopak frekvenci záblesků na 61 za sekundu, každý záblesk osvětlí o něco dřívější pozici a disk se zdánlivě začne pohybovat proti smyslu otáčení.

## Efekt paprskového kola
Současný filmový průmysl pracuje se zařízeními, tedy kamerami a promítačkami, která pracují s 24–30 okénky za sekundu. Představme si otáčející se kolo s dvanácti paprsky v záběru. Pakliže se toto otočí např. dvakrát za sekundu, dojde při 24 okénkách za sekundu ke shodě s expozicí snímků na filmovém pásu a divákovi se tato kola budou jevit jakožto nehybná. Pakliže kola nepatrně zrychlí, či zpomalí, dojde ke zdánlivému pomalému pohybu vpřed či vzad.

## Rizika stroboskopického jevu
Stroboskopické přerušování světla je typické pro zářivková svítidla, která jsou (stejně jako žárovky) napájena proudem o frekvenci 50 Hz. Ovšem tepelná (tím pádem i světelná) setrvačnost žárovkového vlákna způsobuje, že žárovky „nemrkají“. Toto se netýká zářivek, jejichž světelná emise je založena na jiném principu. Před rozvojem řídící elektroniky bylo běžné, že se výrobní haly osvětlovaly zářivkami nejméně dvou fází proudu (což vede ke střídavému a častějšímu osvětlování prostoru) – touto kombinací se předcházelo případným úrazům, kdy by se v hlučných provozech rotující části strojů mohly zdát být nehybné. Při použití elektronických předřadníků, které napájejí zářivku proudem o frekvenci 30 kHz, není připojování zářivek do více fází nutné.

## Využití stroboskopického jevu
Stroboskopického jevu se využívá kupříkladu při seřizování předstihu u spalovacích motorů (je k tomu potřeba stroboskopická lampa a seřizovací značky).
Další běžnou aplikací, využívající stroboskopický jev, je seřizování otáček disků gramofonů. Jejich okraje jsou značené ve specifických intervalech tak, aby se v tyto značky v zabudovaném osvětlení, při správném seřízení otáček, jevily být nehybnými.
Existenci tohoto jevu není obtížné pokusně ověřit v domácích podmínkách, kde se běžně vyskytují CRT monitory a obrazovky, či právě zářivky. Roztočí-li se po zatemnění libovolný předmět (ventilátor, karton s vyznačenou ryskou) v blízkosti přerušovaného zdroje světla k otáčkám blízkým frekvenci zdroje světla, budeme pozorovat výše popsané jevy.
Stroboskop našel také uplatnění na diskotékách a koncertech, kdy rychlým blikáním dochází k rozfázování pohybů tančících diváků a hudebníků, což může být velice efektní.

## Etymologie
Slovo stroboskop má své etymologické kořeny v řeckém stróbo(s) + skópos, tj. otáčení + pozorovat.